# San Antonio Spurs 2010-2011
La stagione NBA 2010-2011 dei San Antonio Spurs fu la 35ª nella NBA per la franchigia e si concluse con un numero di 61 vittorie e 21 sconfitte nella regular season, il 1º posto nell'Southwest Division e il 1º posto della Western Conference.

## Regular season
Southwest Division
|  |    |                       | G  | V  | P  | %    | GB |
|  | -- | --------------------- | -- | -- | -- | ---- | -- |
|  | 1. | San Antonio Spurs (1) | 82 | 61 | 21 | 74,4 | -  |
|  | 2. | Dallas Mavericks (3)  | 82 | 57 | 25 | 69,5 | 4  |
|  | 3. | N.O. Hornets (7)      | 82 | 46 | 36 | 56,1 | 15 |
|  | 4. | Memphis Grizzlies (8) | 82 | 46 | 36 | 56,1 | 15 |
|  | 5. | Houston Rockets       | 82 | 43 | 39 | 52,4 | 18 |

## Draft
| Giro | Scelta | Giocatore      | Posizione | Nazionalità | Provenienza                  |
| ---- | ------ | -------------- | --------- | ----------- | ---------------------------- |
| 1    | 20     | James Anderson | guardia   | Stati Uniti | Oklahoma State               |
| 2    | 49     | Ryan Richards  | centro    | Regno Unito | Club Baloncesto Gran Canaria |

### Arrivi/partenze
Mercato e scambi avvenuti durante la stagione:
Arrivi
| N° | Naz.                   | Ruolo | Sportivo       |      | Alt. |     |
| -- | ---------------------- | ----- | -------------- | ---- | ---- | --- |
| 22 | Brasile (bandiera)     | AC    | Tiago Splitter | 1985 | 211  | 111 |
| 4  | Stati Uniti (bandiera) | GA    | Danny Green    | 1987 | 198  | 95  |
| 11 | Stati Uniti (bandiera) | G     | Chris Quinn    | 1983 | 188  | 79  |

Partenze
| N° | Naz.                   | Ruolo | Sportivo     |      | Alt. |     |
| -- | ---------------------- | ----- | ------------ | ---- | ---- | --- |
| 28 | Francia (bandiera)     | C     | Ian Mahinmi  | 1986 | 211  | 104 |
| 8  | Stati Uniti (bandiera) | G     | Roger Mason  | 1980 | 196  | 91  |
|    | Nigeria (bandiera)     | A     | Ime Udoka    | 1977 | 198  | 96  |
| 10 | Stati Uniti (bandiera) | GA    | Keith Bogans | 1980 | 196  | 98  |

## Roster
| N° | Naz.                   | Ruolo | Sportivo          | Anno | Alt. | Peso |
| -- | ---------------------- | ----- | ----------------- | ---- | ---- | ---- |
| 1  | Stati Uniti (bandiera) | GA    | Bobby Simmons     | 1980 | 201  | 95   |
| 2  | Stati Uniti (bandiera) | G     | Garrett Temple    | 1986 | 198  | 86   |
| 3  | Stati Uniti (bandiera) | G     | George Hill       | 1986 | 188  | 82   |
| 4  | Stati Uniti (bandiera) | GA    | Danny Green       | 1987 | 198  | 95   |
| 5  | Stati Uniti (bandiera) | A     | Ime Udoka         | 1977 | 198  | 98   |
| 9  | Francia (bandiera)     | G     | Tony Parker       | 1982 | 188  | 82   |
| 11 | Stati Uniti (bandiera) | G     | Chris Quinn       | 1983 | 188  | 79   |
| 12 | Stati Uniti (bandiera) | G     | Othyus Jeffers    | 1985 | 196  | 100  |
| 14 | Stati Uniti (bandiera) | G     | Gary Neal         | 1984 | 193  | 89   |
| 15 | Stati Uniti (bandiera) | A     | Matt Bonner       | 1980 | 208  | 109  |
| 20 | Argentina (bandiera)   | G     | Emanuel Ginóbili  | 1977 | 198  | 95   |
| 21 | Stati Uniti (bandiera) | AC    | Tim Duncan        | 1976 | 211  | 112  |
| 22 | Brasile (bandiera)     | AC    | Tiago Splitter    | 1985 | 211  | 111  |
| 23 | Stati Uniti (bandiera) | G     | Alonzo Gee        | 1987 | 198  | 100  |
| 23 | Stati Uniti (bandiera) | A     | Steve Novak       | 1980 | 208  | 109  |
| 24 | Stati Uniti (bandiera) | A     | Richard Jefferson | 1980 | 201  | 101  |
| 25 | Stati Uniti (bandiera) | G     | James Anderson    | 1989 | 198  | 95   |
| 33 | Stati Uniti (bandiera) | A     | Larry Owens       | 1983 | 201  | 95   |
| 34 | Stati Uniti (bandiera) | AC    | Antonio McDyess   | 1974 | 206  | 100  |
| 45 | Stati Uniti (bandiera) | A     | DeJuan Blair      | 1989 | 201  | 120  |

## Staff tecnico
- Allenatore: Gregg Popovich
- Vice-allenatori: Mike Budenholzer, Don Newman, Brett Brown, Chip Engelland, Chad Forcier, Jacque Vaughn
- Preparatore atletico: Will Sevening
- Assistente preparatore atletico: Chad Bergman
- Preparatore fisico: Mike Brungardt